# 비전 에어 인터내셔널
비전 에어 인터내셔널(영어: Vision Air International)은 파키스탄의 전세 항공사로 2006년에 설립 했으며 2007년 2월부터 최초로 취항하기 시작했다. 본사는 파키스탄 카라치에 위치해 있으며 파키스탄의 민간 항공 기관을 통해 여객을 비롯해 화물과 전세 항공편을 운영이 가능하다.

## 보유 기종
- 2012년 3월 기준으로 비전 에어 인터내셔널은 다음과 같은 기종을 보유하고 있으며 평균 기령은 31.7년이다.[2]

## 서비스
- 여객 운영
- 화물 운영
- 전세
- 항공편 처리
- IT 컨설팅
- 비행 컨설팅